# Garrulax lugubris
El charlatán negro (Garrulax lugubris) es una especie de ave paseriforme de la familia Leiothrichidae propia del sureste asiático. Anteriormente se consideraba conespecífico del charlatán calvo.

## Distribución y hábitat
Se encuentra únicamente en la isla de Sumatra y el sur de la península malaya. Su hábitat natural son los bosques húmedos tropicales montanos.